# Universitas Negeri Yogyakarta
Universitas Negeri Yogyakarta – indonezyjska uczelnia publiczna w Yogyakarcie. Została założona w 1964 roku.

## Wydziały
- Fakultas Bahasa, Seni, dan Budaya
- Fakultas Ekonomi dan Bisnis
- Fakultas Ilmu Keolahragaan dan Kesehatan
- Fakultas Ilmu Pendidikan dan Psikologi
- Fakultas Ilmu Sosial, Hukum, dan Ilmu Politik
- Fakultas Teknik
- Fakultas Vokasi
- Fakultas Matematika dan Ilmu Pengetahuan Alam
- Program Pascasarjana

Źródło: .